# 斯特凡·多斯塔尼克
斯特凡·多斯塔尼克（Stefan Dostanic，2001年11月4日—），美国男子网球运动员。

## 早年生活
他来自加利福尼亚州爾灣的伍德布里奇。他曾就读于南加州大学，之后转学至维克森林大学。2025年，他作为团队一员赢得了2025年NCAA团体网球锦标赛冠军。

## 职业生涯
2023年，他通过美国网球协会南加州职业系列赛（USTA SoCal Pro Series）赢得了2024年印第安韦尔斯大师赛资格赛的外卡。他在资格赛中抽到对阵印度选手苏米特·纳加尔，并直落两盘告负。
他获得外卡得以参加在威克森林大学校内举行的2025年温斯顿-塞勒姆网球公开赛的正赛。
他即将在2025年美国网球公开赛迎来他的大满贯正赛首秀，他在赢得一项大学外卡赛后获得了正赛外卡，比赛中他战胜了哥伦比亚大学的迈克尔·郑。